# Mardan Palace
Mardan Palace – luksusowy (pięciogwiazdkowy) hotel znajdujący się w prowincji Antalya w Turcji.
Inwestorem był rosyjski miliarder Telman Ismailov. Koszt hotelu wyniósł około miliard funtów.
Wykończenie hotelu pochłonęło kilka tysięcy kilogramów złota, około 500 tysięcy kryształów, około 23 tysiące metrów kwadratowych marmuru. Prywatna plaża usypana została z 9 tysięcy ton piasku dostarczonego z Egiptu.